# Connection (песня OneRepublic)
 «Connection»  — песня американской поп-рок-группы OneRepublic. Песня была выпущена как сингл для цифровой загрузки 26 июня 2018 года. Она была написана участниками группы Райаном Теддером, Брентом Катцлом, а также Заком Скелтоном, Ноэлем Занканеллой и Джейкобом Кашером.
Сингл был представлен вживую во время специального концерта в Греческом театре Лос-Анджелеса в Гриффит-парке, кадры которого были использованы для нескольких новых рекламных роликов Jeep.

## Коммерческая производительность
«Connection» был продан тиражом 32 000 цифровых копий за первую неделю и дебютировал в чарте продаж цифровых песен Billboard под номером двадцать три. Песня также транслировалась более 10,8 миллиона раз и заняла 21-е место в чарте Billboard Bubbling Under Hot 100.

## Клип
Официальный видеоклип на песню был выпущен 28 августа 2018 года на Vevo. По состоянию на 11 ноября 2018 года видео набрало более 11 миллионов просмотров.
Действие видео происходит на станции Всемирного торгового центра Oculus в Нью-Йорке, где Райан Теддер бродит в поисках «связи», чтобы покончить со своим одиночеством. Различные статисты, одетые в деловую одежду, смотрят на свои ладони (как на экран телефона) во время выступления танцора-интерпретатора. В коротком ролике показано, как он едет на Jeep Cherokee по Манхэттену. Большая часть видео снята в черно-белом цвете, за исключением последнего припева, где выступает вся группа, а станция освещена фиолетовой молнией.

## Треклист
1.Connection — 2:28

## Использование в СМИ
«Connection» появилась в рекламе Jeep «2018 Summer of Jeep: Sold Out». Появление привело к тому, что песня возглавила чарт Billboard Top Commercial Songs в июле 2018 года.
Это часть саундтрека RBI19 Baseball.
Он также появляется в трейлере и в начальной сцене фильма " Джекси " 2019 года.

## Описание
Этот сингл напоминает звучание электропопа и поп-рока с лирикой в стиле хип-хоп. Райан Теддер говорит: «Жизненно важно пролить свет на социальные проблемы. Я делаю все возможное, чтобы решать проблемы, о которых думают люди, проблемы, которые реальны. Одержимость людей смотреть в свои телефоны и жить своей жизнью на страницах других людей в Instagram и испытывать депрессию по этому поводу … по сравнению с их жизнью … потому что у них нет такого же имиджа или тех же денег — это проблема. о чем должны писать больше людей».